# Incidente del C-130 Hercules dell'Aeronautica militare indonesiana del 2015
Il 30 giugno 2015, un Lockheed KC-130B Hercules appartenente all'Aeronautica indonesiana con 12 membri dell'equipaggio e 110 passeggeri a bordo, si schiantò vicino a un quartiere residenziale poco dopo il decollo da Medan, in Indonesia, in rotta verso Tanjung Pinang. Tutti a bordo persero la vita, insieme a 17 persone a terra.
Al momento dello schianto, l'aereo trasportava personale militare e le loro famiglie, e forse alcuni passeggeri civili.
Poco dopo l'incidente, il Capo di Stato Maggiore dell'Aeronautica indonesiana mise a terra l'intera flotta di C-130 per sottoporli ad un'accurata ispezione.

## L'aereo
Il velivolo coinvolto era un Lockheed C-130B Hercules, marche A-1310, numero di serie 3616. Volò per la prima volta nel 1961 e venne consegnato, insieme ad altri nove esemplari, alla Tentara Nasional Indonesia Angkatan Udara dagli Stati Uniti come parte di uno scambio per riportare a casa un pilota della CIA, che era stato catturato durante la ribellione di Sulawesi del 1957-1961. L'aereo soffrì di una carenza di pezzi di ricambio dopo che gli Stati Uniti emanarono un embargo commerciale (9 settembre 1999 - 22 novembre 2005) contro l'Indonesia, per la sua parte nella crisi di Timor Est del 1999. Considerando l'età dell'aeromobile, che aveva circa 54 anni, il disastro suscitò proteste pubbliche sullo stato della flotta di C-130 dell'Aeronautica Indonesiana. Tuttavia, i funzionari indonesiani negarono che l'età dell'aereo fosse stata un fattore, insistendo sul fatto che si trovasse in "buone condizioni".

## Passeggeri ed equipaggio
L'aereo trasportava personale militare e le loro famiglie per rotazioni di servizio. I passeggeri includevano coloro che erano saliti a bordo dell'aeromobile a Malang, Giacarta e Pekanbaru; l'aereo doveva proseguire verso Tanjung Pinang, Natuna e Pontianak, prima di tornare a Malang. Questi voli sono comuni in Indonesia ed è comune che le famiglie vengano trasportate insieme su aerei militari.
A bordo c'erano 110 passeggeri e 12 membri dell'equipaggio. Almeno 7 persone a terra sono state segnalate disperse e temute morte.
Il figlio dell'ex presidente indonesiano, Susilo Bambang Yudhoyono, un giovane ufficiale dell'esercito e conoscente del pilota, affermò che il comandante dell'aeromobile, Sandy Permana, era molto esperto e "uno dei migliori piloti dell'aeronautica indonesiana".
L'identificazione delle vittime iniziò il 1º luglio 2015. La National Search and Rescue Agency (BASARNAS) dichiarò che sul sito dell'incidente erano stati trovati circa 100 corpi, insieme ad altre 60 parti del corpo. I corpi furono trasportati all'ospedale Adam Malik di Medan per l'identificazione. Al 4 luglio, almeno 119 corpi erano stati identificati e restituiti alle loro famiglie.

## L'incidente
L'aereo decollò alle 12:08 UTC+7 (05:08 UTC) dalla Soewondo Air Force Base di Medan, dopo il rifornimento di carburante e l'imbarco di passeggeri. La base era in precedenza l'aeroporto Internazionale Polonia, principale aeroporto commerciale della città fino a quando non venne sostituita dall'aeroporto internazionale di Kualanamu nel 2013, in parte a causa delle preoccupazioni derivanti dalla sua vicinanza alle aree urbane. Si schiantò vicino a Djamin Ginting Road circa due minuti dopo essersi alzato in aria. Il luogo dell'incidente si trovava a circa 5 chilometri dalla base. Secondo il capo di stato maggiore indonesiano, prima di schiantarsi, il pilota aveva richiesto il permesso di tornare alla base.
Secondo testimoni oculari e media indonesiani, dopo che il pilota indicò che l'aereo sarebbe tornato alla base, l'aero si inclinò drasticamente sulla destra. Un testimone oculare riferì che, dopo il rollio, il velivolo si scontrò con una torre radio, abbattendola, poi precipitò ed esplose. Dopo lo schianto, si udirono più esplosioni fino a un chilometro di distanza. L'aereo si capovolse e il muso colpì il Golden Eleven Hotel. Quindi colpì altri tre edifici, uno dei quali era un affollato salone di massaggi, con un angolo quasi perpendicolare. Alla fine esplose in quella che gli spettatori descrissero come "una scena infernale", con corpi espulsi sulla strada.
Pochi istanti dopo l'incidente, i testimoni iniziarono a cercare sopravvissuti nel relitto. Migliaia di residenti locali tentarono di avvicinarsi al sito e portarono manichette antincendio, mentre altri soldati aiutavano nella ricerca. Nonostante gli sforzi, tutte le 122 persone a bordo, insieme ad altre 17 a terra, morirono nel disastro.
L'incidente rimane tuttora il peggior disastro aereo di un Lockheed C-130 Hercules nella storia indonesiana, superando quello del 1991 avvenuto a Giacarta, il terzo disastro aereo nella provincia di Sumatra Settentrionale, dopo il volo Garuda Indonesia 152 e il volo Mandala Airlines 091, e il secondo disastro in Indonesia in soli sei mesi, dopo il volo Indonesia AirAsia 8501 nel dicembre 2014. L'incidente avvenne a soli 2 chilometri dall'incidente di Mandala Airlines del 2005, in una zona residenziale di Medan, e si verificò anch'esso poco dopo il decollo. Entrambi accaddero sulla Djamin Ginting Road.

## Le indagini
Poiché l'aeromobile non era dotato di scatole nere, il National Transportation Safety Committee indonesiano si basò principalmente sulla disposizione dei detriti e sulla storia del pilota. Il 1º luglio 2015, tutte le munizioni e due dei quattro motori dell'aeromobile vennero rimossi con successo dal luogo dell'incidente.
Le forze armate nazionali indonesiane (TNI) dichiararono che avrebbero pagato i crediti assicurativi, per un totale di 2,25 trilioni di Rp (circa 170 milioni di dollari USA). L'inchiesta avrebbe dovuto concludersi entro due settimane. La relazione preliminare non venne resa pubblica.
Il 3 luglio 2015, venne riferito che l'elica del motore numero quattro aveva funzionato male prima che l'aereo colpisse la torre radio, indicando un guasto meccanico. Tutti e quattro i motori dell'aeromobile vennero recuperati dal luogo dell'incidente come parte dell'indagine.
Circa il 90% dei testimoni riferì che l'aereo ha colpito una torre prima dello schianto. Venne appurato che la stessa torre era stata costruita illegalmente, secondo un funzionario indonesiano. Di conseguenza, il Consiglio di Rappresentanza del popolo indonesiano avvertì che "torri illegali" dovunque in Indonesia dovevano essere rimosse, poiché erano esteticamente "brutte" e "pericolose" per la sicurezza. Il presidente Joko Widodo e il vicepresidente Jusuf Kalla concordarono sulla necessità di ritirare i vecchi aerei della flotta dell'aeronautica indonesiana, al fine di prevenire una tragedia simile.